# Philip Pearlstein
Philip Pearlstein (* 24. Mai 1924 in Pittsburgh, Pennsylvania; † 17. Dezember 2022 in New York City, New York) war ein US-amerikanischer Maler, Grafiker und Zeichner.

## Leben
Pearlstein war ein Kommilitone von Andy Warhol und studierte ab 1945 mit ihm zusammen am Carnegie Institute of Technology (der heutigen Carnegie Mellon University) in Pittsburg. Pearlstein war Kriegsheimkehrer und hatte bereits seit frühester Jugendzeit künstlerische Ambitionen. Bereits 1943 wurde er, gerade neunzehnjährig, zum Kriegsdienst eingezogen und zu einem Einsatz nach Italien verschifft. Während seiner Militärzeit assistierte er bei der Entwicklung und Zeichnung von strategischen Karten und Diagrammen. 1946 kehrte er in die USA zurück, um sein Studium an der Carnegie an der Seite von Warhol zu beenden.
Pearlstein hatte bereits 1941 Illustrationen für die Zeitschrift Life veröffentlicht. Nach Ende des Studiums 1947 besuchte Pearlstein zusammen mit Warhol mehrfach New York City, um sich dann 1948 zusammen mit seiner späteren Ehefrau Dorothy Cantor und seinen beiden Künstlerkollegen Warhol und Arthur Elias endgültig in der Stadt niederzulassen. Im Sommer 1949 begannen sowohl Warhol wie Pearlstein Auftragsarbeiten bei den New Yorker Ateliers und Werbeagenturen zu akquirieren, wobei der beginnende Selbstdarsteller Warhol erfolgreicher sein sollte. Philip Pearlstein und Dorothy Cantor heirateten 1950.
Pearlstein arbeitete ab 1950 erneut für das Life Magazine. 1969 wurden seine ersten Farblithografien veröffentlicht.
Philip Pearlstein wurde vornehmlich durch fotorealistische Aktmalereien, die er als leblose Körper in angeschnittenen Bildsegmenten platzierte, bekannt. In Deutschland fanden Arbeiten von ihm Einzug in die Sammlungen des Kupferstichkabinetts in Berlin-Dahlem und der Stiftung Preußischer Kulturbesitz. Überdies ist er in zahlreichen internationalen Museen mit seinen Werken vertreten.
An den kometenhaften Erfolg seines Studienkollegen Andy Warhol konnte Pearlstein nicht anknüpfen; er zählt jedoch neben Alex Katz zu den bekanntesten zeitgenössischen US-amerikanischen Malern des Realismus. Ab 1982 war er Mitglied der American Academy of Arts and Letters. 1988 wurde Philip Pearlstein in New York zum Mitglied (NA) der National Academy of Design gewählt, 1998 in die American Academy of Arts and Sciences.

## Bibliografie (Auswahl)
- «Philip Pearlstein since 1983» von Robert Storr (2002) ISBN 0-8109-0435-7 (englisch)
- «Philip Pearlstein: Drawings and Watercolors» von John Perreault (1988) ISBN 0-8109-1496-4 (englisch)